# Daniel Sleator
Daniel Dominic Kaplan Sleator es un profesor de informática en Carnegie Mellon University. Descubrió el análisis amortizado e inventó muchas estructuras de datos junto con Robert Tarjan, como por ejemplo los splay trees, link/cut tree y la estructura de datos persistente. También fue pionero de la gramáticas de enlace, y desarrolló la técnica del análisis competitivo para algoritmos en línea. Por su contribución a las ciencias de la computación, le fue concedido el Premio Paris Kanellakis en 1999.
Sleator fundó y ayuda a administrar el Internet Chess Club, uno de los servidores comerciales de ajedrez más populares en Internet.
Es hermano de William Sleator, escritor de ciencia ficción para jóvenes.